# Saracha
Die Saracha sind eine Pflanzengattung in der Familie der Nachtschattengewächse (Solanaceae). Sie enthält nur sieben Arten, die in Südamerika vorkommen.

## Beschreibung

### Vegetative Merkmale
Saracha wachsen als (1) 1,5 bis 4 m hohe Sträucher oder als 6 bis 10 m hohe kleine Bäume, die einen Stammdurchmesser von bis zu 20 cm erreichen können. Die stark verzweigten Sprosse wachsen aufrecht und sind in Ausnahmefällen mit Stacheln besetzt. Junge Sprosse sind bräunlichen, baumartig verzweigten Emergenzen bedeckt.
Die teilweise nahezu gegenständig angeordneten Laubblätter sind in Blattstiel und Blattspreite gegliedert. Die Blattstiele sind meist unbehaart, nur gelegentlich behaart und meist 4 bis 15 (1 bis 4) mm lang. Die ledrigen bis fast ledrigen einfachen Blattspreiten sind bei einer Länge von meist 3 bis 7,5 (1 bis 15) cm sowie einer Breite von 0,5 bis 4,5, selten bis zu 6 cm eiförmig, verkehrt-eiförmig oder schmal-elliptisch bis elliptisch und beinahe symmetrisch. Die Spreitenspitze ist zugespitzt, spitz oder gestumpft bis gerundet. Der Blattrand ist glatt, gelegentlich nach oben eingerollt. Die Blattunterseite ist kahl, verkahlend oder behaart; die Trichome sind einfach, verzweigt, baumförmig verzweigt oder mit ein- oder vielzelligen Köpfen drüsig.

### Blütenstände und Blüten
Die end- oder seitenständigen Blütenstände können wenige (ein bis drei) oder viele (vier bis elf, gelegentlich auch bis 15) Blüten enthalten. Die Blüten hängen an 4 bis 33 mm langen Blütenstielen.
Die zwittrigen Blüten besitzen eine doppelte Blütenhülle. Der meist fünfzählige, gelegentlich auch vierzählige Kelch ist glockenförmig und 2 bis 7, gelegentlich bis 10 mm lang. Er hat eine ledrige Konsistenz, die Kelchlappen sind gelegentlich ungleich geformt, breiter als lang und kürzer als die Kronröhre. Der Kelch ist mit einfachen oder drüsigen Trichomen besetzt, die drüsigen Trichome bestehen aus einem zwei- oder dreizelligem Stiel und einem vielzelligen Kopf. Die Krone ist röhrenförmig-trichterförmig oder breit glockenförmig und hat eine Länge von 15 bis 25, selten bis 35 mm. Sie ist violett bis gelblich gefärbt und mit violetten oder brauen Punkten besetzt. Das Innere der Krone ist an der Basis, teilweise bis zur Mitte der Krone mit einer Vielzahl kurzer, einfacher, vielzelliger Trichome besetzt. Es ist ein Kreis mit fünf Staubblättern vorhanden. Die Staubfäden sind deutlich länger als die Staubbeutel und in Ausnahmefällen leicht unterschiedlich lang. Die Staubbeutel sind an der Basis fixiert und selten 2 bis meist 3,5 bis 5 mm lang. Die Pollen haben eine Größe von 20 bis 23 µm, die drei Furchen liegen am Pollenäquator (trizonocolpat), die Pollenaußenwand (Exine) ist netzartig. Der Fruchtknoten ist beinahe konisch geformt. Die Blüte besitzt kreisförmig angeordnete Nektarien. Der verkehrt-pfriemförmige Griffel steht endständig, die Narbe ist feucht.

### Früchte und Samen
Die Früchte sind Beeren oder Steinfrüchte, sind eingedrückt kugelförmig oder nabelförmig. Die beerenförmigen Früchte besitzen oftmals eine große Anzahl an Steinzellen, die Steinfrüchte besitzen ein- oder zweisamige Kerne. Das Perikarp ist dick und lederartig, das Exokarp violett bis schwarz. Der an der Frucht bestehende Kelch ist kaum vergrößert. Jede Frucht enthält bis zu 35 Samen, diese sind nierenförmig, eingedrückt, (2,5) 3,7 bis 5 mm lang. Die Samenhülle ist netzartig und bräunlich gefärbt. Im Samen befindet sich ein stark gebogener Embryo, dessen Kotyledonen kürzer als der restliche Embryo sind. Das Endosperm ist reichlich ausgeprägt.

## Verbreitung und Standorte
Die Saracha-Arten kommen in Südamerika von Venezuela bis Bolivien bzw. Peru vor. Dort sind sie fast ausschließlich in Höhenlagen von 3000 bis 3800 m an feuchten Standorten zu finden. Nur gelegentlich werden auch andere Höhenlagen besiedelt, in Peru und Kolumbien sind Standorte in Höhenlagen bis zu 4000 m und in Bolivien bis auf 2500 m herab bekannt.

## Systematik
Die Gattung Saracha wurde 1784 durch Hipólito Ruiz Lopez und José Antonio Pavón y Jiménez aufgestellt. Der Name ehrt den spanischen Geistlichen, Apotheker und Pflanzensammler Isidoro Saracha (1733–1803), der in und um das Kloster Santo Domingo de Silos botanisierte.  Er sandte auch Pflanzen an den Botanischen Garten in Madrid.
Es werden in der Gattung sieben Arten unterschieden:
- Saracha andina Rob.Fernandez, Revilla & E.Pariente: Peru.[2]
- Saracha guttata (Miers) Miers: Peru.[2]
- Saracha ovata (Miers) Hunz.: Venezuela.[2]
- Saracha pubescens Humb. ex Roem. & Schult.: Peru.[2]
- Saracha punctata Ruiz & Pav.: Sie ist die am weitesten verbreitet und zeigt eine hohe Variabilität: Kolumbien, Ecuador, Peru, Bolivien.[2]
- Saracha quitensis (Hook.) Miers: Venezuela. Kolumbien, Ecuador.[2]
- Saracha spinosa (Dammer) D’Arcy & D.N.Sm.: Peru.[2]